# TBF (航空機)
TBF / TBM アヴェンジャー
飛行するTBF-3R 85905号機
(VR-23輸送飛行隊所属、1953年6月25日撮影)
- 用途：雷撃機
- 分類：艦上攻撃機
- 設計者：リロイ・ランドル・グラマン
- 製造者：

  - グラマン航空機エンジニアリング社（開発）
  - ゼネラル・モーターズ社
- 運用者

  -  アメリカ合衆国（アメリカ海軍）
  -  イギリス（イギリス海軍艦隊航空隊）
  -  ニュージーランド（ニュージーランド空軍）
  -  ウルグアイ（ウルグアイ海軍航空隊）
  -  カナダ（カナダ海軍）
  -  フランス（フランス海軍航空隊）
  -  オランダ（オランダ海軍）
  -  日本（海上自衛隊）、他
- 初飛行：1941年8月7日
- 生産数：9,839機
- 生産開始：1941年12月
- 運用開始：1942年
- 退役：1960年代（各国）
- 運用状況：退役

TBF アヴェンジャー（Grumman TBF Avenger ）は、アメリカ合衆国のグラマン社が開発し、第二次世界大戦中にアメリカ海軍などで運用された主力雷撃機。
愛称の「アヴェンジャー (Avenger)」は、「復讐者、報復者」の意。アベンジャーとも表記される。

## 概要
アメリカ海軍とアメリカ海兵隊で運用が開始され、1942年のミッドウェー海戦を初陣にイギリス海軍など他国でも運用された雷撃機。日本海軍で言う艦攻にあたる（ただし、日本での「艦攻」は流星を除き急降下爆撃ができないが、TBFには急降下爆撃可能な種類もあった）。
生産の途中からTBFはグラマン社に代わってゼネラル・モーターズ（GM）社が量産するようになり、ゼネラル・モーターズ社で生産された機体はTBMの制式番号が付けられ、TBM アヴェンジャーの呼称で呼ばれた。

## 略史

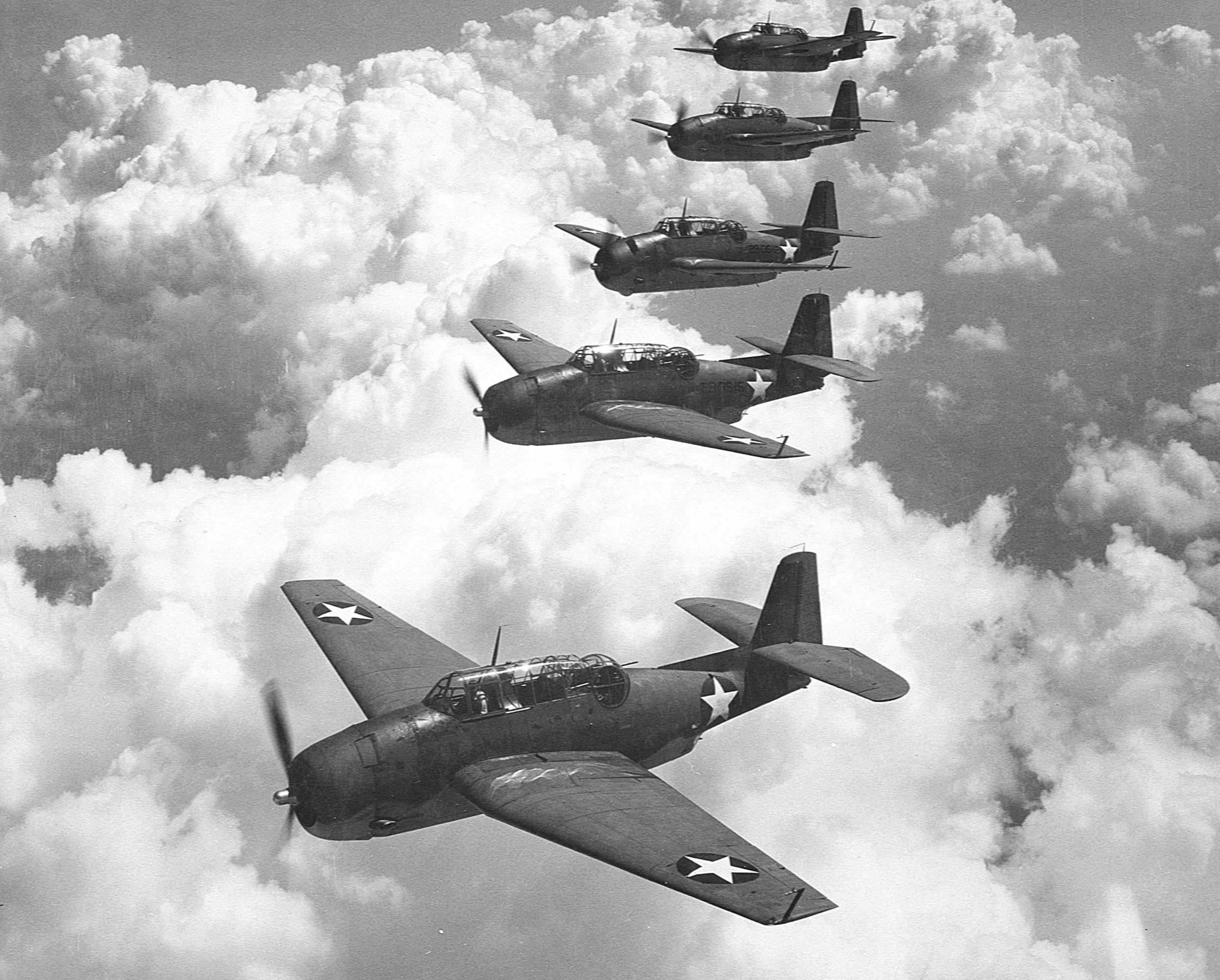
編隊を組むTBF（1942年、ノーフォーク）

航空雷撃において魚雷の命中率を高めるためには、雷撃機は海面すれすれを飛び、目標艦船に低空でぎりぎりまで近づくことが必要で、ゆえに、激しい対空砲火と敵方の直掩戦闘機の攻撃にさらされるという性格を持っていた。このため、雷撃機の開発においては高い飛行安定性と防弾性、そして敵の直掩戦闘機に対する対空攻撃力が追求された。さらに当時の米海軍は、主力雷撃機として採用されていたダグラス社製のTBD デヴァステイターの最大の欠点である、「航続距離が短すぎて戦闘機や急降下爆撃機と連携できない」という慢性的な問題を抱えていた。
TBFはこの問題を解消するため内部燃料タンクを大型化した。さらに魚雷を機内兵装庫に収める格納型の装備方式を取ったため、単発エンジンの艦載機としては非常に大型の機体となった。また、操縦席後方の背面機銃は全周旋回可能な銃塔式で、機体下面にも引き込み式に機銃が装備されており、機内には複層の「階」があるという、双発大型陸上爆撃機に似た異色な構造を持っていた。
TBFは雷撃機として当時の世界水準を越えた高性能を持ち、日本海軍の零式艦上戦闘機によって開戦初期に大損害を出したTBDの後継機として運用された。零戦がアメリカ海軍の新鋭戦闘機F6Fヘルキャットによって劣勢に追い込まれた1943年以降活躍し、戦艦「大和」、「武蔵」や空母「瑞鶴」を撃沈するなど、日本艦隊に甚大な損害を与えた。

## 構造
TBFは、第二次世界大戦に参加した雷撃機で最も重いエンジンを搭載し、航空母艦で収容スペースを確保するため翼折り構造を最初に採用した航空機でもある。主翼を後ろに畳む独自の方式はF6Fヘルキャットなどグラマン製の艦載機の標準となった。
1,900馬力のライトR-2600-20 サイクロン14を採用することで大型魚雷の搭載が可能となり、機体サイズの割に運動性も良好であった。グラマンの伝統である機体強度を重視した設計により、翼端に10人以上が乗ってもたわむことが無く、急降下と急激な引き起こしにも耐えられた。無骨な外観であるが高い安定性と使い勝手の良さからパイロットは「頑丈なトラックのようだ」と賞した。
乗員は操縦士、無線士、砲塔射撃手の3名である。12.7mm重機関銃は左右の翼内におさめられ、もう1つの12.7mm重機関銃は後部に電気駆動の砲塔に備えつけられた。砲塔は全周視界が確保されており後方の警戒にも威力を発揮した。無線士は爆撃手を兼ねており、後下方より敵戦闘機の攻撃を受けた際には、機腹部に設置された7.62mm機関銃を操作する射手も兼ねていた。通信機は洋上での長距離通信を考慮した大出力のものであったため非常に大型で、パイロットの背部の大部分を占有していた。なお、現存のTBFはほとんど通信機をより小型のものに交換しており、空いたパイロットの背部スペースには同乗者用の予備座席が設置してあるものが多い。
機体下面はほぼ爆弾倉となっており、Mk13魚雷や2000ポンド（907kg）爆弾ならば1発、500ポンド（227kg）爆弾ならば4発を搭載できた。しかし、魚雷はミッドウェー海戦後に改善を指示され、後の1944年6月まで使用されなかった。それまでの間、TBFは主に陸地に対する爆撃に使用された。翼下にもHVAR (ロケット弾)や3.5インチ FFARを搭載できるため、対地攻撃機としても活躍した。
30,000フィート（10,000m）の高度で完全に武装した状態でも1,000マイル（1,600km）の航続距離があり、アメリカの雷撃機の中では群をぬいた。それらは、唯一の対抗機の九七式艦上攻撃機よりも優れていた。
電子産業やMITの技術者は新型レーダーの改善を行ったが、1943年の真空管を使ったレーダーは非常に大きいために小型の戦闘機には搭載できず、TBFにレーダーを搭載してASW（対潜哨戒：Anti-submarine warfare）やEAW（早期空中警戒：Early Air Warning）などの任務にも従事させた。

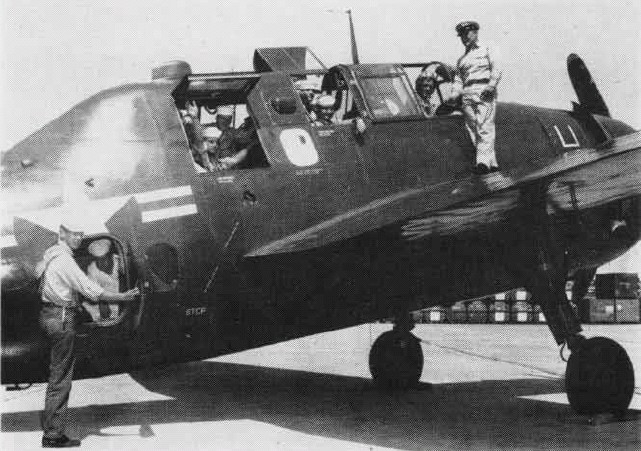
搭乗口
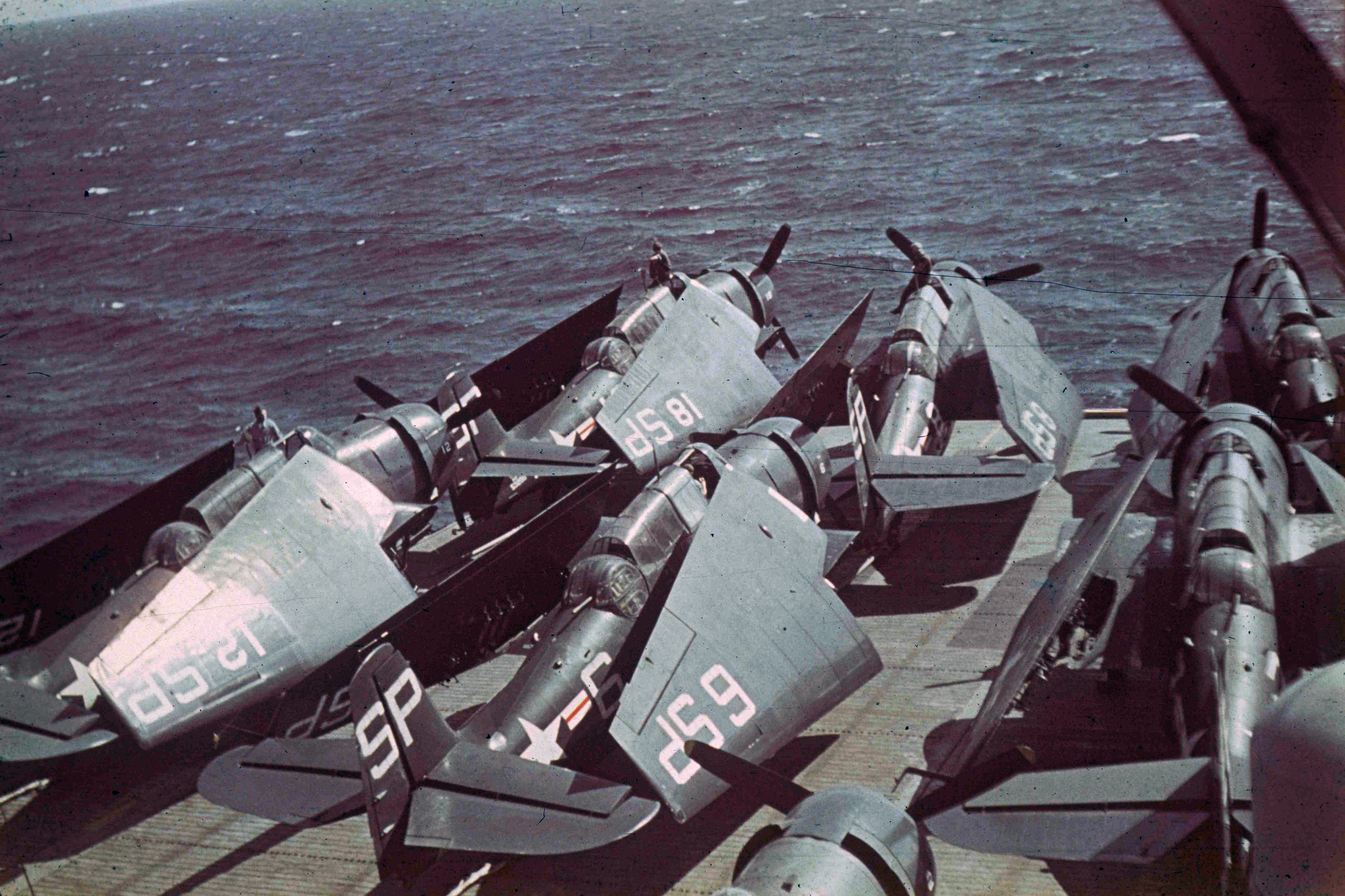
主翼を畳んだ状態
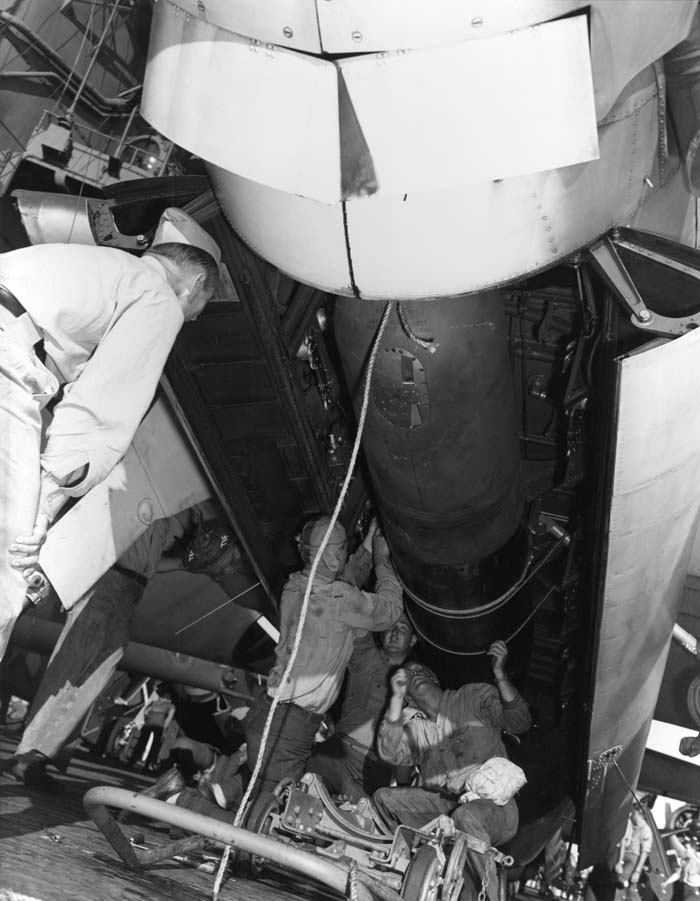
爆弾倉に搭載されたMk13魚雷
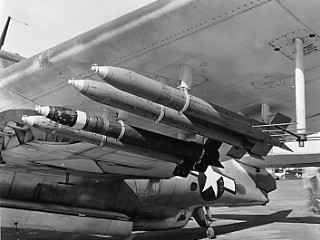
搭載されたHVARロケット弾
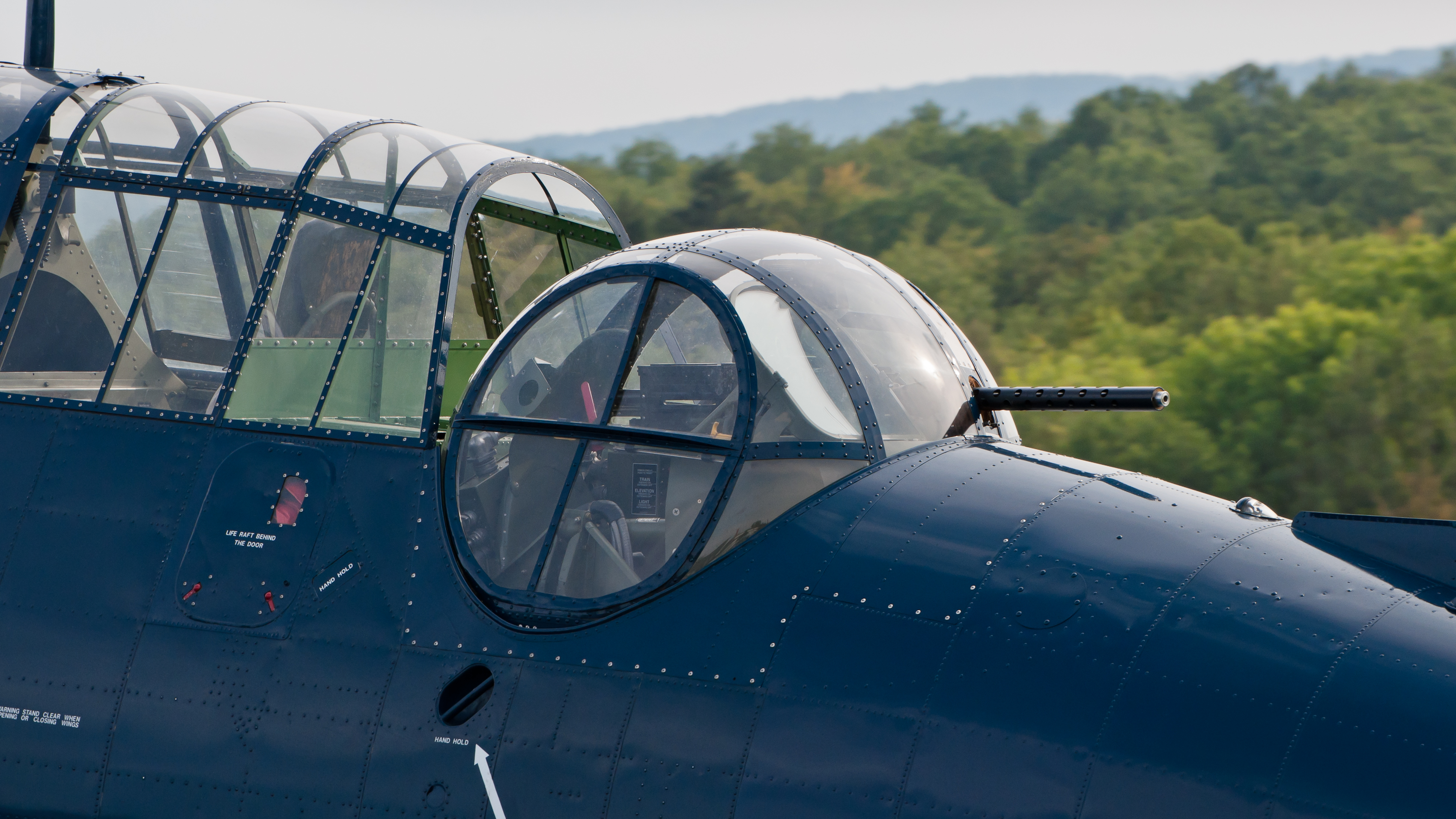
砲塔
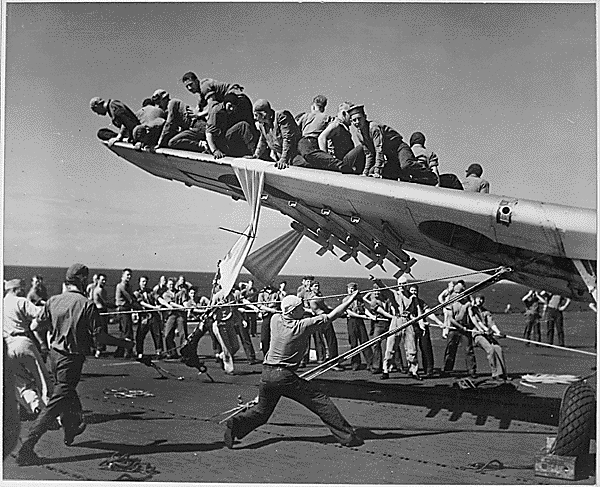
USSボーグのキャットウォークに落ちた機体を引き上げる作業

## 経緯

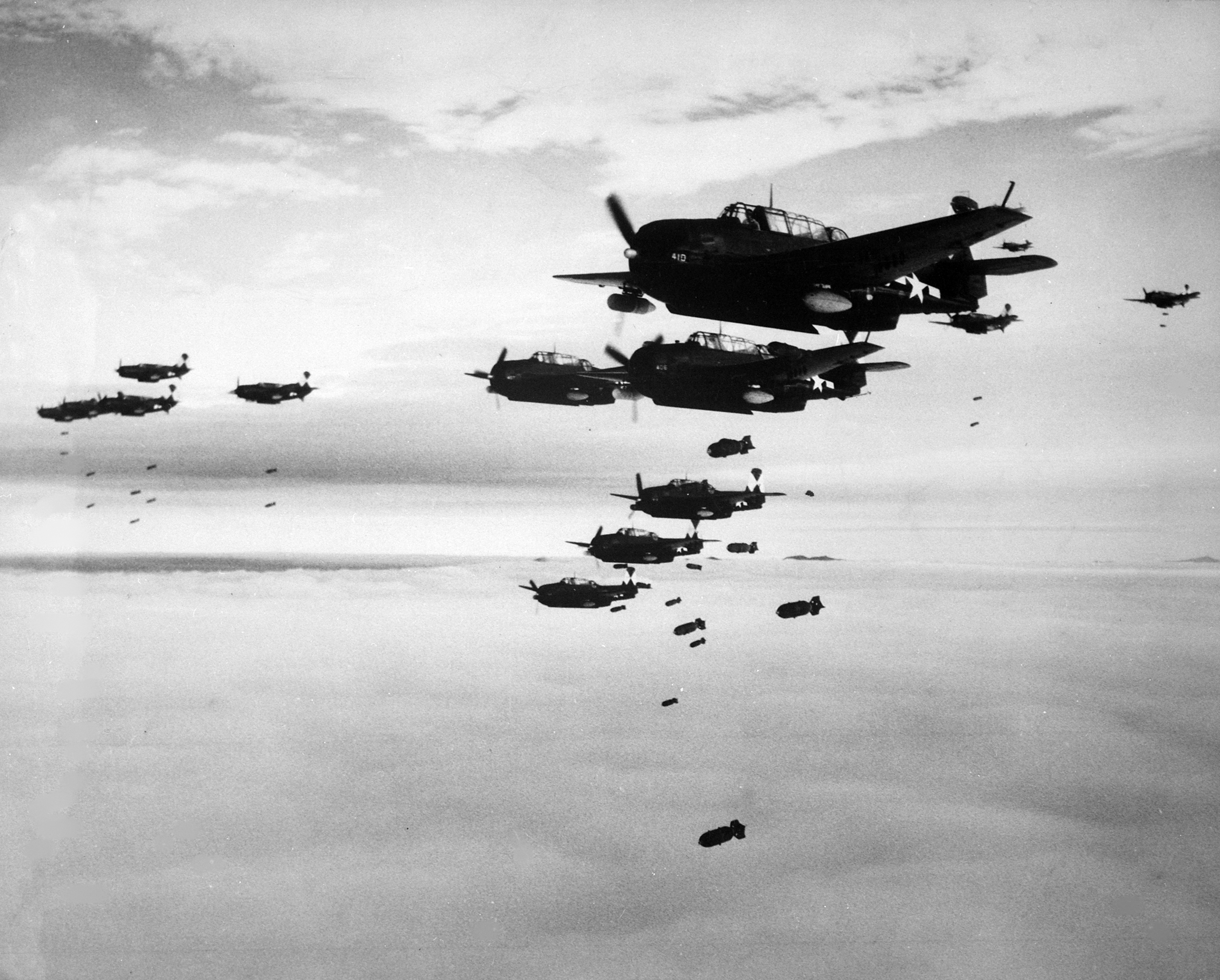
日本の函館を爆撃するTBMとSB2C

TBD デヴァステイター主力雷撃機は1935年に登場したものの、1939年に日本で九七式艦上攻撃機の三号（一二型）が制式化されると時代遅れとなってしまった。アメリカ海軍はTBDに代わる次期主力雷撃機の開発をグラマン社に依頼した。リロイ・グラマンが設計を担当し、最初のXTB-1と呼ばれる試作機が完成した。1941年8月7日に初飛行し、2機の試作機のうち、1機はニューヨークのブレントウッドで墜落してしまったが、生産は続けられた。
1941年12月7日の午後、グラマン社は新しく完成した工場の式典でTBFのお披露目を行った。皮肉にもその日は日本海軍が真珠湾攻撃を行った日でもあった。式典の後、工場は直ちに生産に向けて動き出し、1942年の6月（ミッドウェー海戦）までに100機が完成した。なお、復讐者を意味する「アヴェンジャー」とは、この式典で名づけられたと言われているが、発表されたのが式典であるというだけで、実際に公式の愛称としてアヴェンジャーと名づけられたのは1941年10月である。
ミッドウェー海戦までに空母への搭載は間に合わなかったが、ホーネット（CV-8）へ搭載する予定であった6機のTBF-1を第8雷撃隊（VT-8）の分隊としてミッドウェー諸島に送られ、同海戦に参加した。ほとんどのパイロットは経験が浅いこともあって大きな損害と犠牲者を出してしまい、6機のうち生き残ったのは1機であった。なお、ミッドウェー海戦では空母3隻に搭載されたTBDの雷撃隊が多数の犠牲を出し、TBDの低速と防御力不足に起因してある隊では1名（ジョージ・ガイ少尉）を残して全滅してしまった。皮肉にもTBFがハワイに到着する数時間前に空母は真珠湾を出港していた。
次の航空戦を交えた第二次ソロモン海戦にも24機のTBFが参加し、7機を犠牲にしながらも日本海軍の空母龍驤の撃沈に関与した。しかし、この海戦までにアメリカ海軍で使用していた魚雷は誤作動を起こすことが多く、それらは命中の有無に関わらず爆発しなかった。ゴードン・ウィリアム・プランゲ教授（総司令部の構成員）は磁気爆発装置の不発問題を言及した。1942年11月、第三次ソロモン海戦において海兵隊のTBFと協同で戦艦比叡を攻撃して航行不能にさせ、自沈に追い込んだ。これがTBFの最初の戦果となった。
日本海軍の航空機が250機以上撃墜されたマリアナ沖海戦ではマーク・ミッチャー提督の指揮下で220機が索敵機として日本艦隊の捜索を命じられた。300海里以上の距離がありながらもF6F戦闘機、SB2C爆撃機、そしてアヴェンジャーの攻撃隊を差し向け、空母ベロー・ウッドから発進したアヴェンジャーが空母飛鷹の撃沈に貢献し、同海戦における数少ない戦果となった。ミッチャーが期待したほどの戦果を上げずに犠牲も出したが、彼のギャンブルは許容範囲内で成功した。
従来まで雷撃機は水上艦を魚雷で攻撃する役割であったが、アヴェンジャーは1998年に発見された伊-52を含む約30隻の潜水艦を撃沈した。そして、大西洋でも太平洋でもアヴェンジャーは効率的な潜水艦キラーの一つであった。空母や護衛空母に搭載、運用され、輸送船団の上空で警戒を行い、ドイツ海軍U-ボートの攻撃から連合軍の船団を守った。
TBFの後継機であった爆撃・雷撃兼用艦上攻撃機、ダグラスA-1 スカイレイダーの配備が第二次世界大戦に間に合わず、TBFの大規模な部隊配備が戦争中盤以降であったこともあり、同機は終戦まで第一線で活躍した。
終戦後、戦時中「天山」に乗っていたパイロットが操縦したところ、その鈍重さに驚いたという逸話がある。

## 発展型と派生型
1942年のミッドウェー海戦から間もなく、前方固定武装を機首装備の.30 口径 (7.62 mm)機銃 1丁から両翼装備の.50口径(12.7 mm) 2丁（左右翼内各1丁）に強化し、爆弾倉および翼下に装着する増加燃料タンクを用いた場合には総燃料容量を計726 USガロン (2,748 リットル)に拡大して最大航続距離を 2,335 マイル (3,758 km（※武装非搭載時）まで延長することが可能となったTBF-1Cの生産が開始された。
TBF-1Cは実戦での運用の結果エンジンの出力不足が指摘されたことから、1942年にはエンジンをライト R-2600-10（最大出力1,900 馬力(1,400 kW)に換装したXTBF-2が1機試作され（TBF-1 BuNo.00393 より改造されたもの）、更にエンジンをライト XR-2600-20（出力1,900 馬力(1,400 kW)に変更したXTBF-3が2機試作され（BuNo.24141 / 24341）、試験結果が良好であったことから生産は-3に移行することとなったが、1943年に入りグラマン社ではF6F 艦上戦闘機の生産が優先されたためにTBFの生産は滞り始め、グラマン社に代わってジェネラル・モーターズ社のイースタン・エアクラフト部門（Eastern Aircraft Division）が生産と改良・発展型の開発を引き継ぐこととなった。これにより同社で生産された機体は"TBM"と呼ぶ。
グラマン社製のTBF-1シリーズを引き継いだTBM-1シリーズに加え、XTBF-2およびXBTF-3を同様にイースタン・エアクラフトでも製作したXTBM-2が1機、またXBTM-3が4機製造され、これらの試験結果を踏まえ、1944年の中頃より生産はエンジンの強化に加えて主翼下に増槽や小型爆弾、ロケット弾を搭載できるハードポイントを追加したTBM-3に移行した。
TBM-3に続いて開発されたTBM-4は主翼を強化して折り畳み機構を変更し、急降下爆撃能力を向上させた発展型で、2,141機が発注され、1945年8月よりTBM-3に替わって生産開始の予定であったが、日本の敗戦によって試作機が完成したのみでキャンセルされた。
なお、グラマン社製のTBF-1およびTBF-1Cシリーズは1,526＋726機、イースタン社製のTBM-1/-1CおよびTBM-3は550/2,336機＋4,600機余が生産されたが、アメリカ軍により終戦の1945年まで前線で使用されていたものはTBF-1のほうが多かった。

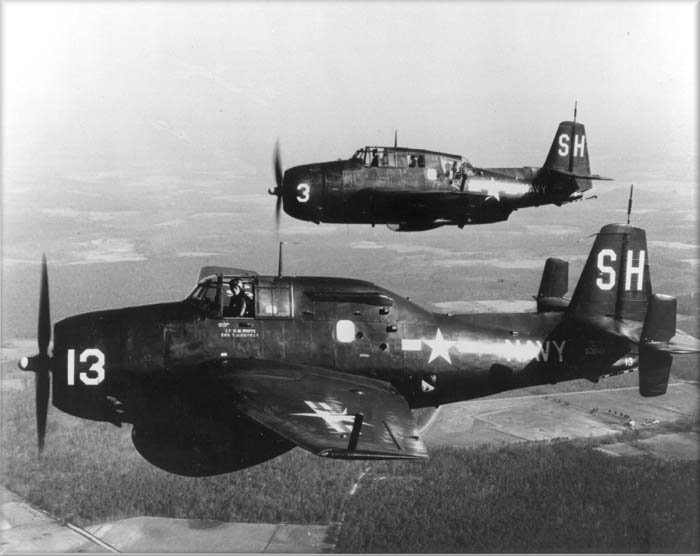
対潜任務につくS型とW型の“ハンター&キラー”チーム

派生型として、銃塔を撤去して対潜任務専用とした-S型、-S型とペアを組んで運用される索敵レーダー搭載型の-W型、電子戦用装備を搭載した-E/Q型、機銃塔と腹部機銃を撤去して兵装庫を貨物庫に改装し、並列複座の座席を3席設けて合計6名を搭乗させられるようにした艦上輸送機の-R型なども開発された。
また、艦上空中給油機としても各種のテストに使用されている。

## 他国での運用

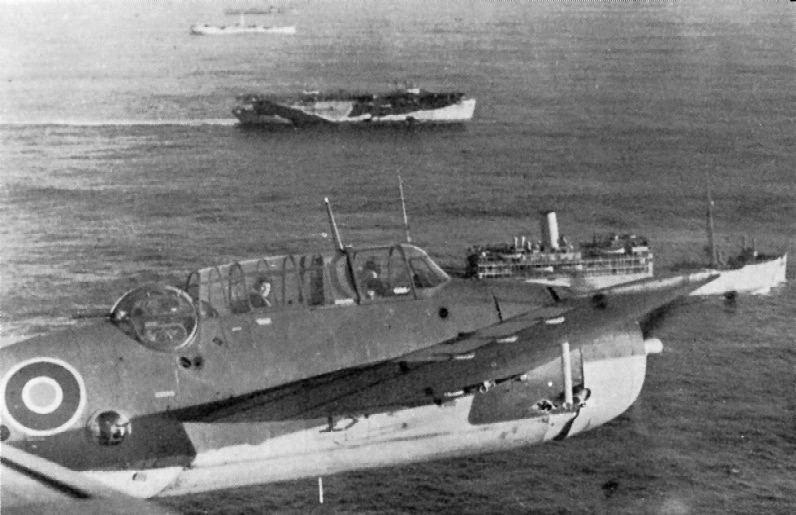
イギリス海軍で運用されるTBF

ターポン（Tarpon）の名称でイギリス海軍艦隊航空隊でも使用された。初期型のTBF-1 402機がアヴェンジャー Mk Iと呼ばれ、334機のTBM-1をアヴェンジャー Mk II、同じく334機のTBM-3をMk III、戦争終結後にイギリス海軍で対潜任務に従事し続けたものをアヴェンジャー AS Mk IVとした。なお、イギリス海軍は後にオランダ海軍に20機のAS Mk IVを引き渡したが、この中の6機はその後ブラジル海軍が購入している。
第二次世界大戦中にアメリカとイギリス以外で本機を保有したのはニュージーランドで、2型式48機が供与されていた。
大戦後はアメリカ海軍の余剰機が大量に各国に供与された。供与された国は前述のイギリスの他、ウルグアイ、カナダ、フランス、オランダ、日本（後述）である。

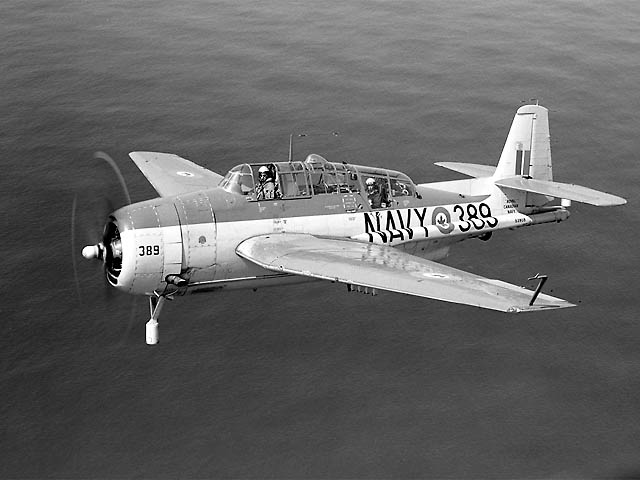
カナダ海軍のアヴェンジャー

### 日本での運用

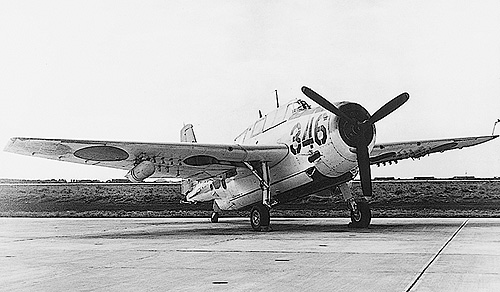
海上自衛隊で運用されたTBM-3S

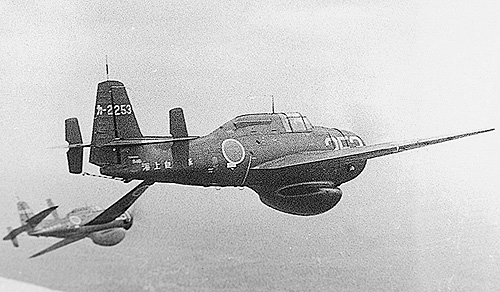
海上自衛隊で運用されたTBM-3W

1954年（昭和29年）7月1日に発足した海上自衛隊に対してMSA協定に基づき米軍から航空機が供与されることとなった。同年12月に最初の実用機として索敵型のTBM-3Wが10機供与された。1955年（昭和30年）11月には攻撃型のTBM-3Sの供与が始まり1956年（昭和31年）2月までに計10機を受領し、10組の対潜チームの編成が可能となった。しかし、機体が鈍重であることと、すでに老朽化していたため、本格的な単機任務完結型の対潜哨戒機が導入されるまでの間、主に訓練用として運用された。TBM-3Sは1959年（昭和34年）6月に、TBM-3Wは1961年（昭和36年）8月に全機が除籍となった。

## 民間での運用
大量生産されたTBMは大戦後民間向けに多数が払い下げられ、大型の機体を活かして輸送機や遊覧用の旅客機として使用され、撮影機材を搭載した航空機空撮用の撮影機としても長らく使用された。大きな兵装搭載量を転用し、水槽と放水装置を搭載して空中消火機に改造された機体も多数あり、1990年代まで現役で使用された機体も存在していた。このことにより、現在でも製造機体数の割に現存している機体が多数ある（後述）。

## 諸元

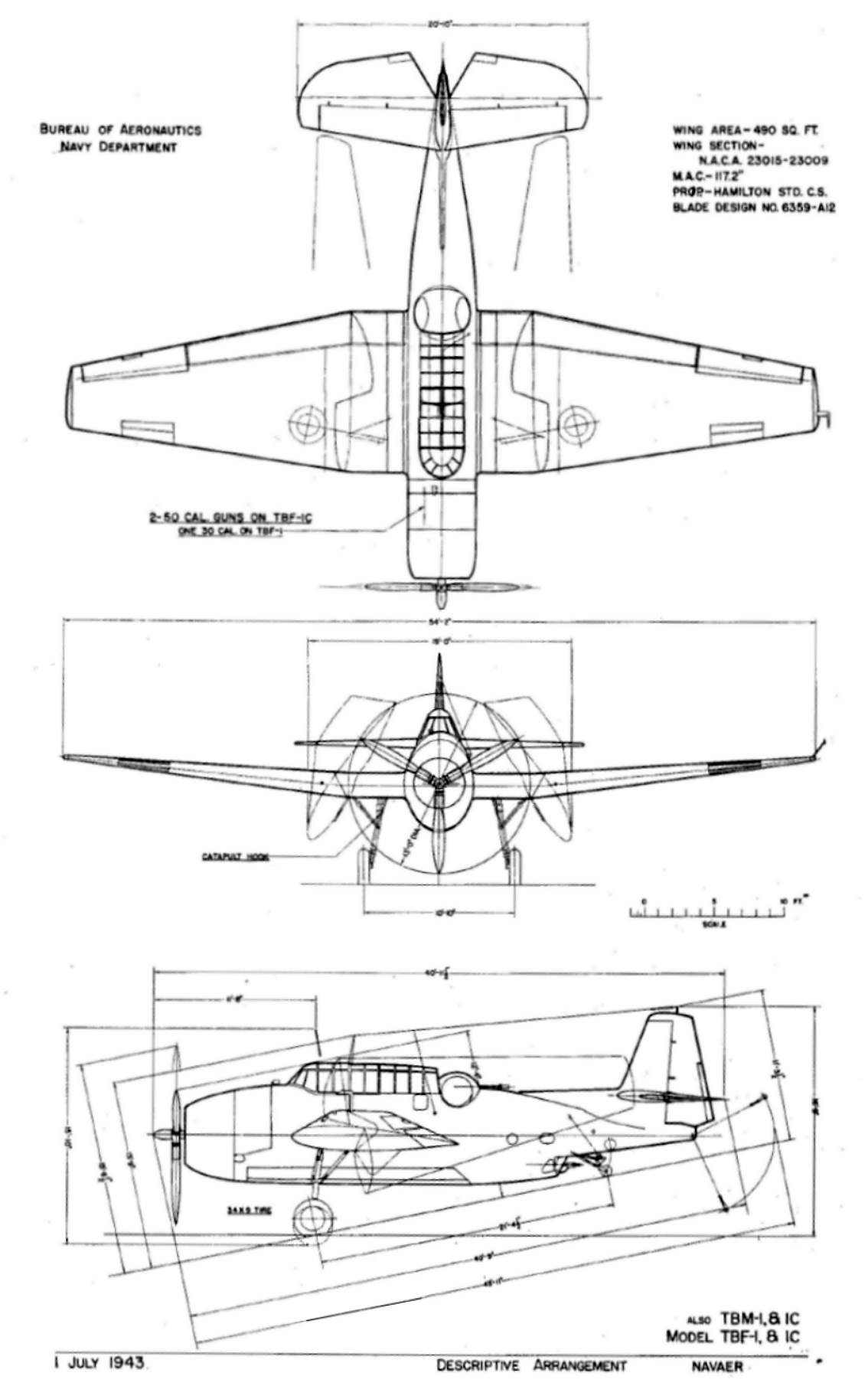
三面図

| 機体名       | TBF-1 | TBF-1 | TBF-1 |
| ------------ | --- | --- | --- |
| 全長         | 40ft 11.5in (12.48m)                                                                                               | 40ft 11.5in (12.48m)                                                                                               | 40ft 11.5in (12.48m)                                                                                               |
| 全幅         | 54ft 2in (16.51m) → 20ft 10in (6.35m) ※主翼折り畳み時                                                              | 54ft 2in (16.51m) → 20ft 10in (6.35m) ※主翼折り畳み時                                                              | 54ft 2in (16.51m) → 20ft 10in (6.35m) ※主翼折り畳み時                                                              |
| 全高         | 15ft 6.5in (4.74m)                                                                                                 | 15ft 6.5in (4.74m)                                                                                                 | 15ft 6.5in (4.74m)                                                                                                 |
| 翼面積       | 490ft2 (45.52m2)                                                                                                   | 490ft2 (45.52m2)                                                                                                   | 490ft2 (45.52m2)                                                                                                   |
| プロペラ     | 3枚 直径13ft (3.96m)                                                                                               | 3枚 直径13ft (3.96m)                                                                                               | 3枚 直径13ft (3.96m)                                                                                               |
| エンジン     | Wright R-2600-8 (1,700Bhp) ×1                                                                                      | Wright R-2600-8 (1,700Bhp) ×1                                                                                      | Wright R-2600-8 (1,700Bhp) ×1                                                                                      |
| 空虚重量     | 10,555lbs (4,788kg)                                                                                                | 10,555lbs (4,788kg)                                                                                                | 10,555lbs (4,788kg)                                                                                                |
| ミッション   | TORPEDO | BOMBER | SCOUT |
| 離陸重量     | 17,364lbs (7,876kg)                                                                                                | 16,425lbs (7,450kg)                                                                                                | 17,121lbs (7,766kg)                                                                                                |
| 戦闘重量     | 16,412lbs (7,444kg)                                                                                                | 16,425lbs (7,450kg)                                                                                                | 14,358lbs (6,513kg)                                                                                                |
| 搭載燃料     | 離陸重量：451gal (1,707ℓ) 戦闘重量：335gal (1,268ℓ)                                                                | 離陸重量：335gal (1,268ℓ) 戦闘重量：335gal (1,268ℓ)                                                                | 離陸重量：726gal (2,748ℓ) 戦闘重量：335gal (1,268ℓ)                                                                |
| 携行装備     | Mk.13魚雷×1 | 500lbs爆弾×4 | ― |
| 最高速度     | 257mph/12,000ft (414km/h 高度3,658m)                                                                               | 254mph/11,700ft (409km/h 高度3,566m)                                                                               | 258mph/11,700ft (415km/h 高度3,566m)                                                                               |
| 実用上昇限度 | 21,400ft (6,523m)                                                                                                  | 20,900ft (6,370m)                                                                                                  | 23,600ft (7,193m)                                                                                                  |
| 航続距離     | 1,390mile (2,237km)                                                                                                | 1,105mile (1,778km)                                                                                                | 2,335mile (3,758km)                                                                                                |
| 武装         | .50 AN/M2 12.7mm機関銃 前方固定×2 後方旋回×1、.30 AN/M2 7.62mm機関銃 腹部旋回×1                                    | .50 AN/M2 12.7mm機関銃 前方固定×2 後方旋回×1、.30 AN/M2 7.62mm機関銃 腹部旋回×1                                    | .50 AN/M2 12.7mm機関銃 前方固定×2 後方旋回×1、.30 AN/M2 7.62mm機関銃 腹部旋回×1                                    |
| 外部兵装     | 爆弾槽：1,600/1,000lbs爆弾×1・500lbs爆弾×4・100lbs爆弾×12、650lbs爆雷×1・325lbs爆雷×4、Mk.13魚雷×1                 | 爆弾槽：1,600/1,000lbs爆弾×1・500lbs爆弾×4・100lbs爆弾×12、650lbs爆雷×1・325lbs爆雷×4、Mk.13魚雷×1                 | 爆弾槽：1,600/1,000lbs爆弾×1・500lbs爆弾×4・100lbs爆弾×12、650lbs爆雷×1・325lbs爆雷×4、Mk.13魚雷×1                 |
| 機体名       | TBM-3 | TBM-3 | TBM-3 |
| 全長         | 40ft 11.5in (12.48m)                                                                                               | 40ft 11.5in (12.48m)                                                                                               | 40ft 11.5in (12.48m)                                                                                               |
| 全幅         | 54ft 2in (16.51m) → 20ft 10in (6.35m) ※主翼折り畳み時                                                              | 54ft 2in (16.51m) → 20ft 10in (6.35m) ※主翼折り畳み時                                                              | 54ft 2in (16.51m) → 20ft 10in (6.35m) ※主翼折り畳み時                                                              |
| 全高         | 15ft 6.5in (4.74m)                                                                                                 | 15ft 6.5in (4.74m)                                                                                                 | 15ft 6.5in (4.74m)                                                                                                 |
| 翼面積       | 490ft2 (45.52m2)                                                                                                   | 490ft2 (45.52m2)                                                                                                   | 490ft2 (45.52m2)                                                                                                   |
| プロペラ     | 3枚 直径13ft 1in (3.99m)                                                                                           | 3枚 直径13ft 1in (3.99m)                                                                                           | 3枚 直径13ft 1in (3.99m)                                                                                           |
| エンジン     | Wright R-2600-20 (1,800Bhp) ×1                                                                                     | Wright R-2600-20 (1,800Bhp) ×1                                                                                     | Wright R-2600-20 (1,800Bhp) ×1                                                                                     |
| 空虚重量     | 10,960lbs (4,971kg)                                                                                                | 10,960lbs (4,971kg)                                                                                                | 10,960lbs (4,971kg)                                                                                                |
| ミッション   | TORPEDO | BOMBER | SCOUT |
| 離陸重量     | 18,440lbs (8,364kg)                                                                                                | 16,585lbs (7,523kg)                                                                                                | 16,760lbs (7,602kg)                                                                                                |
| 戦闘重量     | 16,940lbs (7,684kg)                                                                                                | 16,585lbs (7,523kg)                                                                                                | 14,780lbs (6,704kg)                                                                                                |
| 搭載燃料     | 離陸重量：535gal (2,025ℓ) 戦闘重量：335gal (1,268ℓ)                                                                | 離陸重量：335gal (1,268ℓ) 戦闘重量：335gal (1,268ℓ)                                                                | 離陸重量：610gal (2,309ℓ) 戦闘重量：335gal (1,268ℓ)                                                                |
| 携行装備     | Mk.13魚雷×1 | A.R.×8 + 1,000lbs爆弾×1                                                                                            | ― |
| 最高速度     | 272mph/16,500ft (438km/h 高度5,029m)                                                                               | 260mph/17,400ft (418km/h 高度5,304m)                                                                               | 276mph/17,600ft (444km/h 高度5,364m)                                                                               |
| 実用上昇限度 | 28,900ft (8,809m)                                                                                                  | 29,100ft (8,870m)                                                                                                  | 31,500ft (9,601m)                                                                                                  |
| 航続距離     | 1,510mile (2,430km)                                                                                                | 1,010mile (1,625km)                                                                                                | 2,000mile (3,219km)                                                                                                |
| 武装         | AN/M2 12.7mm機関銃 前方固定×2 後方旋回×1、AN/M2 7.62mm機関銃 腹部旋回×1                                            | AN/M2 12.7mm機関銃 前方固定×2 後方旋回×1、AN/M2 7.62mm機関銃 腹部旋回×1                                            | AN/M2 12.7mm機関銃 前方固定×2 後方旋回×1、AN/M2 7.62mm機関銃 腹部旋回×1                                            |
| 外部兵装     | 爆弾槽：2,000/1,600lbs爆弾×1・1,000lbs爆弾×2・500lbs爆弾×4・100lbs爆弾×12、650lbs爆雷×1・325lbs爆雷×4、Mk.13魚雷×1 | 爆弾槽：2,000/1,600lbs爆弾×1・1,000lbs爆弾×2・500lbs爆弾×4・100lbs爆弾×12、650lbs爆雷×1・325lbs爆雷×4、Mk.13魚雷×1 | 爆弾槽：2,000/1,600lbs爆弾×1・1,000lbs爆弾×2・500lbs爆弾×4・100lbs爆弾×12、650lbs爆雷×1・325lbs爆雷×4、Mk.13魚雷×1 |

## 現存する機体
| 型名                        | 番号              | 機体写真 | 所在地                                  | 所有者                                                                                      | 公開状況 | 状態     | 備考                                                                   |
| --------------------------- | ----------------- | -------- | --------------------------------------- | ------------------------------------------------------------------------------------------- | -------- | -------- | ---------------------------------------------------------------------- |
| TBF-1                       | 01741 2775        | 写真     | アメリカ フロリダ州                     | デランド海軍航空基地博物館 (DeLand Naval Air Station Museum)                                | 公開     | 修復中   |                                                                        |
| TBF-1                       | 05997 4045        |          | アメリカ カリフォルニア州               | ヤンクス航空博物館                                                                          | 公開     | 修復中   |                                                                        |
| TBF-1                       | 24085 4968        | 写真     | アメリカ メリーランド州                 | 国立航空宇宙博物館 ポール・E・ガーバー施設                                                  | 非公開   | 修復中   |                                                                        |
| TBF-1                       | 24336 NZ2504 5219 |          | ニュージーランド ウィグラム             | ニュージーランド空軍博物館                                                                  | 公開     | 静態展示 |                                                                        |
| TBF-1 TBF-1C Mk.II          | 24337 NZ2505 5220 | 写真     | ニュージーランド マウント・マウンガヌイ | クラシック・フライヤーズ (Classic Flyers)                                                   | 公開     | 静態展示 |                                                                        |
| TBF-1                       | 48016 NZ2539 5782 | 写真     | ニュージーランド マウント・マウンガヌイ | クラシック・フライヤーズ                                                                    | 非公開   | 修復中   |                                                                        |
| TBF-1C                      | 47859 NZ2527 5625 | 写真     | ニュージーランド オークランド           | 輸送技術博物館                                                                              | 公開     | 静態展示 |                                                                        |
| TBF-1C                      | 47887 5653        |          | アメリカ オレゴン州                     | エリクソン航空機コレクション (ティラムック航空博物館)                                       | 公開     | 飛行可能 | TBM-3Eとして展示中。                                                   |
| TBM-1                       | 24803             |          | アメリカ サウスカロライナ州             | ペイトリオッツ・ポイント海軍海事博物館                                                      | 公開     | 静態展示 |                                                                        |
| TBM-1C アヴェンジャーMk.II  | 45862 JZ569       |          | イギリス リンカーンシャー州             | リンカーンシャー航空遺産センター                                                            | 公開     | 静態展示 |                                                                        |
| TBM-3 TBM-3E TBM-3S AS Mk.3 | 53119 3181        | 写真     | アメリカ テキサス州                     | エドワーズ・ヒラリー (Edwards Hillary)                                                      | 非公開   | 飛行可能 |                                                                        |
| TBM-3 TBM-3S AS Mk.3        | 53139 3201        |          | アメリカ カリフォルニア州               | 最高世代海軍博物館 (Greatest Generation Naval Museum)                                       | 公開     | 飛行可能 |                                                                        |
| TBM-3                       | 53200 3262        | 写真     | アメリカ モンタナ州                     | ミュージアム・オブ・マウンテン・フライング (Museum of Mountain Flying)                      | 公開     | 静態展示 |                                                                        |
| TBM-3                       | 53229 3291        | 写真     | アメリカ テキサス州                     | ジョージ・ブッシュ大統領図書館・博物館                                                      | 公開     | 静態展示 | G.H.W.ブッシュが搭乗していた機体の塗装がされている。                   |
| TBM-3 TBM-3R                | 53319 3381        |          | スイス ローザンヌ                       | トラクセル・チャールズ (Trachsel Charles)                                                   | 公開     | 飛行可能 |                                                                        |
| TBM-3                       | 53353 3415        |          | アメリカ ミズーリ州                     | 記念空軍(CAF)                                                                               | 公開     | 飛行可能 |                                                                        |
| TBM-3                       | 53403 3465        | 写真     | アメリカ テキサス州                     | 国立太平洋戦争博物館                                                                        | 公開     | 静態展示 |                                                                        |
| TBM-3 TBM-3S AS Mk.3        | 53420 3482        | 写真     | アメリカ オハイオ州                     | 3州軍用機博物館                                                                             | 公開     | 飛行可能 |                                                                        |
| TBM-3 TBM-3E                | 53454 3516        |          | アメリカ ヴァージニア州                 | 軍事航空博物館                                                                              | 公開     | 飛行可能 |                                                                        |
| TBM-3 TBM-3S AS Mk.3        | 53503 3565        |          | アメリカ コロラド州                     | 記念空軍ロッキー・マウンテン・ウィング・ミュージアム                                        | 公開     | 飛行可能 |                                                                        |
| TBM-3 TBM-3E                | 53575 3637        | 写真     | アメリカ テキサス州                     | ローンスター飛行博物館                                                                      | 公開     | 飛行可能 |                                                                        |
| TBM-3                       | 53593 3655        |          | アメリカ フロリダ州                     | 国立海軍航空博物館                                                                          | 公開     | 静態展示 |                                                                        |
| TBM-3                       | 53607 3669        | 写真     | カナダ ニューブランズウィック州         | 太平洋カナダ航空博物館                                                                      | 公開     | 静態展示 |                                                                        |
| TBM-3 TBM-3S AS Mk.3        | 53610 3672        | 写真     | カナダ ノヴァスコシア州                 | シアウォター航空博物館                                                                      | 公開     | 飛行可能 |                                                                        |
| TBM-3 TBM-3S AS Mk.3        | 53638 3800        | 写真     | アメリカ ペンシルヴェニア州             | 中央大西洋航空博物館                                                                        | 公開     | 飛行可能 |                                                                        |
| TBM-3 TBM-3U                | 53768 3830        |          | アメリカ イリノイ州                     | トーマス・バック (Thomas Buck)                                                              | 非公開   | 飛行可能 | 旧塗装                                                                 |
| TBM-3 TBM-3U                | 53785 3847        |          | アメリカ カリフォルニア州               | パームスプリングス航空博物館                                                                | 公開     | 飛行可能 |                                                                        |
| TBM-3 TBM-3E                | 53787 3849        | 写真     | アメリカ ネヴァダ州                     | リック・クレメンス (Rick Clemens)                                                           | 非公開   | 飛行可能 |                                                                        |
| TBM-3 AS Mk.3               | 53804 3866        |          | アメリカ テキサス州                     | 空母レキシントン博物館                                                                      | 公開     | 静態展示 |                                                                        |
| TBM-3 TBM-3E                | 53818 3880        | 写真     | アメリカ ミネソタ州                     | ウィングス・オブ・ザ・ノース (Wings of the North)                                           | 公開     | 飛行可能 |                                                                        |
| TBM-3                       | 53829 3891        |          | アメリカ ノースダコタ州                 | 3州軍用機コレクション (Tri State Warbird Collection)                                        | 非公開   | 修復中   |                                                                        |
| TBM-3 TBM-3U                | 53835 3897        | 写真     | アメリカ コネティカット州               | チャールズ・リンチ (Charles Lynch)                                                          | 非公開   | 飛行可能 |                                                                        |
| TBM-3                       | 53842 3904        |          | アメリカ ニューヨーク州                 | イントレピッド海上航空宇宙博物館                                                            | 公開     | 静態展示 | 実機かは不明だが、G.H.W.ブッシュが搭乗していた機体の塗装がされている。 |
| TBM-3 TBM-3E                | 53858 3920        |          | カナダ オンタリオ州                     | カナダ軍用機遺産博物館                                                                      | 公開     | 修復中   |                                                                        |
| TBM-3                       | 53914 3976        |          | アメリカ アリゾナ州                     | アリゾナ記念空軍博物館                                                                      | 公開     | 静態展示 |                                                                        |
| TBM-3                       | 69325 2064        | 写真     | アメリカ テネシー州                     | ダレル・ベリー (Darrel Berry)                                                               | 非公開   | 修復中   |                                                                        |
| TBM-3 TBM-3S                | 69327 2066        |          | イギリス サマセット州                   | ダックスフォード帝国戦争博物館                                                              | 公開     | 静態展示 |                                                                        |
| TBM-3                       | 69329 2068        | 写真     | アメリカ デラウェア州                   | DBエアロ (DB Aero)                                                                          | 非公開   | 静態展示 |                                                                        |
| TBM-3                       | 69355 2094        |          | イスラエル べエルシェバ                 | イスラエル空軍博物館                                                                        | 公開     | 静態展示 | 写真                                                                   |
| TBM-3 TBM-3E                | 69361 2100        | 写真     | カナダ アルバータ州                     | レイノルズ・アルバータ博物館                                                                | 公開     | 飛行可能 |                                                                        |
| TBM-3                       | 69374 2113        |          | アメリカ ルイジアナ州                   | 国立第二次世界大戦博物館                                                                    | 公開     | 静態展示 |                                                                        |
| TBM-3                       | 69375 2114        |          | アメリカ カリフォルニア州               | 空母ホーネット博物館                                                                        | 公開     | 静態展示 |                                                                        |
| TBM-3 TBM-3E                | 69459 2198        | 写真     | アメリカ ニューメキシコ州               | ウォー・イーグルス航空博物館                                                                | 公開     | 飛行可能 |                                                                        |
| TBM-3                       | 69472 2211        |          | アメリカ アリゾナ州                     | ピマ航空宇宙博物館                                                                          | 公開     | 静態展示 |                                                                        |
| TBM-3S AS Mk.4 AS Mk.6B     | 69502 XB446 2241  |          | イギリス ケンブリッジシャー州           | イギリス海軍航空博物館                                                                      | 公開     | 静態展示 |                                                                        |
| TBM-3 TBM-3S AS Mk.3        | 85506 2325        | 写真     | イスラエル テルアヴィヴ                 | ベン・アミ (Ben Ami)                                                                        | 非公開   | 修復中   |                                                                        |
| TBM-3                       | 85733 2552        | 写真     | カナダ ニューブランズウィック州         | 中央ニューブランズウィック・ウッズメンズ博物館                                              | 公開     | 静態展示 |                                                                        |
| TBM-3                       | 85861 2680        | 写真     | カナダ ノヴァスコシア州                 | シアウォター航空博物館                                                                      | 公開     | 静態展示 |                                                                        |
| TBM-3 TBM-3E TBM-3R         | 85869 2688        |          | フランス エタンプ                       | 歴史的航空機力学操縦士協会(AMPAA)                                                           | 公開     | 飛行可能 |                                                                        |
| TBM-3                       | 91110 4015        |          | ニュージーランド ブルズ                 | ブレンドン・ディアー (Brendon Deere)                                                        | 公開     | 飛行可能 | 47733 / NZ2518号機の塗装がされている。旧塗装 右奥                      |
| TBM-3 TBM-3U                | 91171 4076        |          | カナダ ブリティッシュコロンビア州       | ジェイムズ・ウィルソン (James Wilson)                                                       | 非公開   | 保管中   |                                                                        |
| TBM-3E TBM-3S AS Mk.3       | 53337 3399        |          | アメリカ ウィスコンシン州               | ロナルド・M・カールソン氏 (Ronald M. Carlson)                                               | 公開     | 飛行可能 |                                                                        |
| TBM-3E                      | 53726 3788        |          | アメリカ カリフォルニア州               | 飛行海兵航空博物館                                                                          | 公開     | 静態展示 |                                                                        |
| TBM-3E                      | 53857 3919        |          | オーストラリア ニューサウスウェールズ州 | ベネット航空株式会社 (Bennet Aviation Pty. Ltd.)                                            | 公開     | 飛行可能 |                                                                        |
| TBM-3E TBM-3S AS Mk.3       | 85460 2279        |          | アメリカ ニュージャージー州             | ワイルドウッド海軍航空基地航空博物館                                                        | 公開     | 飛行可能 |                                                                        |
| TBM-3E                      | 85632 2451        |          | アメリカ イリノイ州                     | TBMアヴェンジャー有限会社 (TBM Avenger LLC)                                                 | 公開     | 飛行可能 |                                                                        |
| TBM-3E TBM-3W2              | 85650 P-102 2469  | 写真     | アメリカ コネティカット州               | シモンズ航空サービス社 (Simmons Aviation Services LLC)                                      | 公開     | 飛行可能 | 唯一の4人搭乗可能な改造機。                                            |
| TBM-3E                      | 85794 2613        | 写真     | アメリカ アリゾナ州                     | ローリドセン航空博物館 (Lauridsen Aviation Museum)                                          | 公開     | 飛行可能 |                                                                        |
| TBM-3E                      | 85882 2701        | 写真     | アメリカ ワシントン州                   | マイケル・コップ (Michael Kopp)                                                             | 公開     | 飛行可能 |                                                                        |
| TBM-3E                      | 85886 2705        |          | アメリカ ニューヨーク州                 | アメリカ航空勢力博物館                                                                      | 公開     | 飛行可能 |                                                                        |
| TBM-3E                      | 85890 2709        | 写真     | アメリカ ヴァージニア州                 | 国立海兵隊博物館                                                                            | 公開     | 静態展示 |                                                                        |
| TBM-3E                      | 85938 2757        |          | アメリカ テキサス州                     | テキサス・フライング・レジェンズ博物館 (Texas Flying Legends Museum) ウォーホーク航空博物館 | 公開     | 飛行可能 |                                                                        |
| TBM-3E                      | 85957 2776        |          | アメリカ カリフォルニア州               | 空母ミッドウェイ博物館                                                                      | 公開     | 静態展示 |                                                                        |
| TBM-3E                      | 85983 2802        |          | アメリカ カリフォルニア州               | チャールズ・G・ウェントワース (Charles G. Wentworth)                                        | 非公開   | 飛行可能 | G.H.W.ブッシュが搭乗していた機体の塗装がされている。                   |
| TBM-3E                      | 86123 2942        | 写真     | アメリカ カンザス州                     | 中央アメリカ航空博物館                                                                      | 公開     | 静態展示 |                                                                        |
| TBM-3E                      | 86280 3099        |          | アメリカ テキサス州                     | キャヴァナー飛行博物館                                                                      | 公開     | 静態展示 |                                                                        |
| TBM-3E                      | 91188 4093        |          | アメリカ フロリダ州                     | ヴァリアント航空管制軍用機博物館                                                            | 公開     | 飛行可能 | 2021年4月17日、機械的トラブルによりフロリダの海岸へ不時着水。          |
| TBM-3E                      | 91264 KE465 4169  |          | アメリカ カリフォルニア州               | プレーンズ・オブ・フェイム航空博物館                                                        | 公開     | 飛行可能 |                                                                        |
| TBM-3E AS Mk.3              | 91426 4331        |          | アメリカ ヴァージニア州                 | 記念空軍                                                                                    | 公開     | 飛行可能 |                                                                        |
| TBM-3E                      | 91436 4341        |          | アメリカ オハイオ州                     | リバティー航空博物館 (Liberty Aviation Museum)                                              | 公開     | 飛行可能 |                                                                        |
| TBM-3E                      | 91453 4358        | 写真     | アメリカ ヴァージニア州                 | クリストファー・E・ジョンソン (Christopher E. Johnson)                                      | 非公開   | 飛行可能 |                                                                        |
| TBM-3E                      | 91521 4426        |          | アメリカ インディアナ州                 | TBMアヴェンジャー有限会社                                                                   | 公開     | 飛行可能 | 後部銃座を無くして展示されている。                                     |
| TBM-3E                      | 91586 4491        |          | アメリカ ニューヨーク州                 | 航空発祥地博物館                                                                            | 公開     | 静態展示 |                                                                        |
| TBM-3E                      | 91598 4503        |          | アメリカ フロリダ州                     | ファンタジー・オブ・フライト                                                                | 公開     | 修復中   |                                                                        |
| TBM-3E                      | 91664 4569        | 写真     | アメリカ フロリダ州                     | ジャクソンヴィル海軍航空基地                                                                | 公開     | 静態展示 |                                                                        |
| TBM-3E                      | 91726 4631        | 写真     | アメリカ ミシシッピ州                   | ジョン・モスリー (John Mosley)                                                              | 公開     | 飛行可能 |                                                                        |
| TBM-3E                      | 91733 4638        |          | アメリカ マサチューセッツ州             | コリングス財団                                                                              | 公開     | 飛行可能 |                                                                        |
| TBM-3E                      | 91752 4657        | 写真     | アメリカ ニューヨーク州                 | ウィングス・オブ・イーグルス開発センター                                                    | 公開     | 静態展示 |                                                                        |

## 登場作品

### 映画
『男たちの大和/YAMATO』
アメリカ海軍所属機が登場。終盤にて、F6F ヘルキャットやSB2C ヘルダイバーと共に、菊水作戦のために沖縄へ向かっていた大和型戦艦「大和」を襲撃する。
『未知との遭遇』
冒頭、メキシコの砂漠で突如発見された機体群として登場。作中ではバミューダトライアングルにおける消失事件として有名な、1945年に発生した遭難事件（通称「フライト19消失事件」）に遭遇した機体、と説明されている。

### アニメ・漫画
『アズールレーン』
TVアニメ版にユニオン所属空母の艦載機として登場する。
『宇宙戦艦ヤマト』
回想シーンに登場。沖縄特攻へ向かう戦艦「大和」へ来襲。1機が雷撃体勢で砲撃を受けて撃墜されるが、大部分は雷撃に成功。クルーが沈み行く大和に向かって敬礼していた。
『ジパング』
空母「ワスプ」の攻撃隊として登場。護衛艦「みらい」の速射砲で撃墜される。
『戦場まんがシリーズ』
「戦場交響曲」「消滅線雷撃」などに登場する。

### ゲーム
『War Thunder』
アメリカの爆撃機として1cが登場。
『World of Warships』
アメリカの空母である「レキシントン」「エンタープライズ」の雷撃機として登場する。
『World War Battleship』
アメリカ空母雷撃機として登場。
『艦隊これくしょん -艦これ-』
通常の艦上攻撃機としてTBFが、夜間行動が可能な艦上攻撃機としてTBM-3Dが登場。また同じく夜間行動が可能な対潜哨戒攻撃機としてTBM-3W + 3Sもペアで登場。
『Combat Wings -The Great Battles of World War II-』
アメリカ機を使用する一部のミッションで使用可能。